# Little Britain
Little Britain war eine britische Sketch-Show von Matt Lucas und David Walliams. Der Titel ist eine Mischung der Begriffe „Little England“ und „Great Britain“. Die Show wurde erstmals 2001 auf BBC Radio 4 als Radiosendung ausgestrahlt, 2003 wurde die erste Staffel mit acht Folgen auf dem digitalen TV-Sender BBC 3 gesendet. Bislang sind weitere zwei Staffeln mit je sechs Folgen und zwei Folgen eines Specials namens Little Britain Abroad erschienen. Alle Folgen sind auch auf DVD veröffentlicht. In Deutschland wurde die Serie seit 2006 auf Comedy Central und seit 2016 auch bei One ausgestrahlt. In Österreich übernahm der ORF die Ausstrahlung, in der Schweiz SRF zwei.

## Konzept
Die Sendung besteht aus einer Ansammlung kurzer Sketche über die alltägliche Exzentrik der Briten, die durch den Erzähler lose miteinander verbunden sind. Hierfür wird beispielhaft eine Reihe verschiedener Figuren grotesk überzeichnet dargestellt. Diese Figuren verkörpern zumeist soziale Randgruppen und die Abartigkeiten des „kleinen Mannes“. Die Kommentare des Off-Sprechers bestehen häufig aus absurden, in ernsthaft-wissenschaftlicher Manier vorgetragenen Nonsens-Informationen über Großbritannien.
In den dargestellten Szenen macht man sich oft über „Political Correctness“ lustig. Ein weiteres Markenzeichen der Sketche ist, dass diese aus Serien mit immer wiederkehrenden Darstellern bestehen und die Pointen stets nach ähnlichen Mustern aufgebaut werden, wobei durch leichte Variationen des Ablaufs für Auflockerung gesorgt wird.
Die Kommentare werden in der Originalfassung von Tom Baker gesprochen, der von 1974 bis 1981 den Doktor in der britischen Kultserie Doctor Who spielte und daher zu den Größen der britischen Fernsehgeschichte zählt. Einige seiner Kommentare beziehen sich auch auf diese Rolle.

## Autoren
Das Autoren- bzw. Schauspieler-Duo waren David Walliams und Matt Lucas. Beide waren schon im Jahr 2000 als Autoren für Sacha Baron Cohens Ali G. Show tätig und des Weiteren im Spielfilm Shaun of the Dead zu sehen.
Außerdem lieh Matt Lucas seine Stimme der Figur „Cardinal One“ aus der kontrovers diskutierten Zeichentrick-Serie Popetown und spielte Tweedlede und Tweedledum in Tim Burtons Alice im Wunderland.

## Figuren

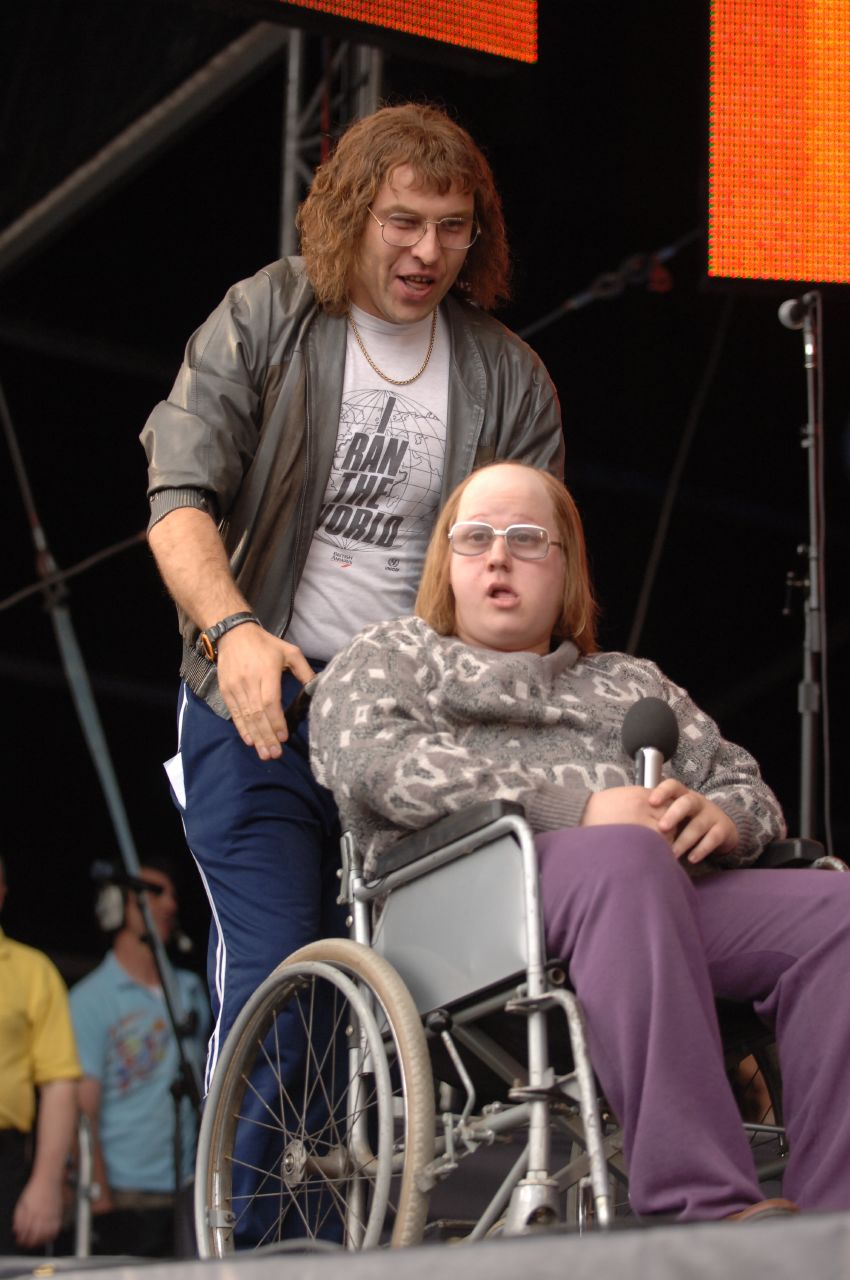
Lou und Andy

### Lou Todd und Andy Pipkin
Auftreten: Staffel 1 bis 3
Zitate: „Ja, ich weiß!“, „Ich will das da!“, „Ich find’s scheiße!“ (Andy), „Was für ein Geraffel!“, „Ich dachte, du magst …“ (Lou)
Der besonders fürsorgliche und freundliche Lou lebt mit dem im Rollstuhl sitzenden und mental beeinträchtigten Andy in Herby. Die Sketche der beiden Figuren folgen fast immer zwei verschiedenen Variationen:
In der ersten Variante wird der starr und etwas dumm wirkende Andy vor eine Wahl gestellt und entscheidet sich meist für das Gegenteil einer ursprünglich (vor der Szene) getätigten Aussage, auf der er jetzt aber beharrt. Während ihrer Diskussionen zitiert Lou diese frühere Aussage Andys in eloquenter Ausdrucksweise, die in keiner Relation zu dessen sonst dumpfer kurz angebundener Sprechweise steht. Lou beugt sich dieser Entscheidung nach erfolglosem Widerspruch. Kurz darauf revidiert Andy jedoch stets seine Entscheidung und Lou muss die Folgen wieder in Ordnung bringen.
Das zweite Schema der Andy-und-Lou-Sketche besteht darin, dass Lou Andy in eine Situation bringt, auf die Andy wenig Lust hat. Während Lou kurz abgelenkt ist, erhebt sich Andy und setzt seinen Willen durch eigenmächtiges Handeln oder Gewaltanwendung gegen Sachen oder Personen durch, und kehrt fast immer in seinen Rollstuhl zurück, bevor Lou sich ihm wieder widmen kann. Meist kommentiert Lou die veränderte Situation beiläufig, kann sich aber nie erklären, wie es dazu kommen konnte.
Vor allem in den späteren Staffeln der Serie kommt immer mehr ans Tageslicht, dass Andy gar nicht gehbehindert ist (sondern Lou nur ausnutzt) und er tatsächlich auch viel intelligenter ist, als es den Anschein hat.
Die Namen sind eine Anspielung auf Andy Warhol und Lou Reed.
Andy: Matt Lucas; Lou: David Walliams

### Daffyd Thomas
Auftreten: Staffel 1 bis 3
Zitate: „Ich bin der einzige Schwule im Dorf!“, „Eine Bacardi Cola, Myfanwy.“
Der übergewichtige Daffyd ist der Meinung, der einzige Homosexuelle im walisischen Dorf Llandewi Breffi zu sein, doch in jedem Sketch wird er mit der Tatsache konfrontiert, dass in der Ortschaft zahlreiche Menschen seiner sexuellen Orientierung leben, die er jedoch nicht akzeptiert bzw. demonstrativ ignoriert, bzw. er „outet“ sich bei jeder dieser Erkenntnisse selbst als homophob und bekundet seine einschlägigen Vorurteile. Außerdem ist er der strikten Überzeugung, von allen und jedem aufgrund seiner sexuellen Orientierung verachtet und benachteiligt zu werden, obwohl das Gegenteil der Fall ist. Sein Markenzeichen ist meist knappe, transparente, extravagante und klischeebehaftete Kleidung, die meist aus grellbuntem Latex oder ähnlichen Synthetikstoffen besteht.
Viele Sketche spielen im Pub von Daffyds einziger Freundin Myfanwy. Ein wiederkehrendes Muster ist hierbei, dass Myfanwy trotz der häufig herablassenden Behandlung durch Daffyd großen Enthusiasmus zeigt, Daffyd mit anderen schwulen Dorfbewohnern zu verkuppeln, was Auslöser für Daffyds oben genannte Reaktionen ist. Obwohl Myfanwy lesbisch ist und in einer Folge sogar eine Frau heiratet, wird vereinzelt angedeutet, dass sie insgeheim romantische Gefühle für Daffyd hegt.
Daffyd: Matt Lucas; Myfanwy: Ruth Jones

### Vicky Pollard
Auftreten: Staffel 1 bis 3
Zitate: „Aber ja, aber nein, aber ja, aber nein …“, „Oh mein Gott, ich kann nicht glauben, dass du das gesagt hast!“, „Halt die Fresse!“, „Bin ich jetzt wieder schuld oder was?“
Vicky ist ein vorlautes, übergewichtiges und stets genervtes Mädchen, das in Darkley Noone lebt. Sie repräsentiert das typische Abbild einer englischen Chavette und ist dementsprechend auch immer im Jogginganzug anzutreffen. Vicky hat mehrere Kinder von unbekannten Vätern (Anspielung auf die hohe Jugendschwangerschaftsrate in Großbritannien), ist meistens mit ihrer Gang unterwegs und über die intimen Details des Privatlebens sämtlicher Mitmenschen der „Szene“ bestens informiert. Diese Geschichten nutzt sie als Ablenkung, wenn sie irgendeiner Ordnungswidrigkeit oder Straftat beschuldigt wird. Markenzeichen ist dabei ihr überaus schneller Redefluss, gepaart mit ihren szenespezifischen Floskeln.
Vicky: Matt Lucas

### Sebastian Love und Premierminister Michael Stevens
Auftreten: Staffel 1 bis 3
Zitat: „Was auch immer!“ (Sebastian)
Sebastian ist jung, homosexuell, ausdrucksstark und der Sekretär von Premierminister Michael Stevens, in den er sich vom ersten Moment an verliebt hat. Obwohl der Premierminister bereits mit einer Frau verheiratet ist, tauchen bei diesem immer wieder Anzeichen einer latenten Homosexualität auf, die jedoch nie Sebastian, sondern anderen Politikerkollegen offenbart werden. Sebastian selbst ist daher überaus eifersüchtig und versucht auf äußerst penetrante Art und Weise, jegliche Treffen zu verhindern, zu verkürzen oder zu sabotieren, indem er seine Liebe offensichtlich und wiederholt gesteht. In Little Britain USA hat Sebastian die Rolle des Premierministers eingenommen und macht dem Präsidenten der Vereinigten Staaten schöne Augen.
Sebastian: David Walliams, Michael: Anthony Head

### Kenny Craig
Auftreten: Staffel 1 und 2
Zitate: „Sieh mir in die Augen, sieh mir in die Augen, direkt in meine Augen, in die Augen, nicht daran vorbei, in die Augen (schnippst mit den Fingern)! Du bist in Trance.“ „3-2-1, du bist wieder hier!“
Kenny Craig ist ein Hypnotiseur, der in verschiedensten Situationen Leute hypnotisiert, um sich damit einen persönlichen Vorteil zu verschaffen. In den meisten Sketchen erzielt er immer wieder die absurd-komischsten Erfolge, verbunden mit einer sehr dahingeschluderten Hypnotisiertechnik, die er bei seinen sich oft wiederholenden Hypnosen immer schlampiger durchführt und die eigentlich gar nicht funktionieren dürfte.
Er hypnotisiert beispielsweise sein gesamtes Publikum, lässt es glauben, die sagenhafteste Show seines Lebens erlebt zu haben, und liest dann für den Rest der Vorstellung in einem Buch. Oder er lässt Augenzeugen vergessen, dass sie ihn als Unfallverursacher gesehen haben. Später besteht der Witz auch darin, dass ein Komiker so schlecht ist, dass Kenny seinem Opfer zwar völlig paradoxe Erinnerungen einpflanzen kann, nur nicht, dass dieser eine Komiker lustig gewesen sei. Bei seiner Mutter stellt es sich wiederum teilweise so dar, als sei er gar nicht in der Lage, jemanden wirklich zu hypnotisieren.
Kenny Craig: Matt Lucas

### Ray McCooney
Auftreten: Staffel 1
Zitate: „Jaaaaa!“ „Möglicherweise ja, möglicherweise nein!“
Ray McCooney besitzt ein Hotel in Schottland, das er mit „seinen Kindern“ (ein paar Kleinwüchsigen) leitet. Er ist ein wenig exzentrisch und verwirrt regelmäßig seine Besucher, zum Beispiel, indem er in Rätseln antwortet oder seine Aussagen mit skurrilen Block- oder Panflötenmelodien unterstreicht. Außerdem stellt sich in manchen Situationen heraus, dass er sich auch normal verhalten kann und sich nur verrückt anstellt.
Jeweils vor den Sketchen wird etwas über Schottland gesagt, etwa: „If you want to make holidays and the Arctic is fully booked, why not try Scotland?“ Gezeigt werden dann ein Mann und eine Frau in Badekleidung im schottischen Regen.
Ray McCooney: David Walliams

### Marjorie Dawes
Auftreten: Staffel 1 bis 3
Zitate: „Hallo Fatties!“ „Staub?“ „Sie ist fett, weil sie Kuchen liebt!“ „Was sagst Du, Liebes?“ „O Mann, ich liebe Kuchen!“ „Es ist nicht einfach, was?“
Marjorie ist Leiterin der Selbsthilfegruppe „Fat Fighters“, einer Parodie auf die „Weight Watchers“, die selbst übergewichtig ist. Sie beleidigt regelmäßig die Teilnehmer der Gruppe, verschmäht aber selbst üppiges Essen nicht. Sie scheint die Kurse der „Fat Fighters“ hauptsächlich nur aus dem Motiv heraus zu leiten, um sich selbst von ihrem eigenen Übergewicht abzulenken, indem sie sich über andere übergewichtige Mitmenschen erhebt.
Beispielsweise tut sie so, als könnte sie die Inderin Meera nicht verstehen, obwohl diese zwar einen starken indischen Akzent hat, jedoch verständlich Englisch (bzw. Deutsch) spricht und sich abgesehen von ihrer traditionellen indischen Kleidung völlig an die britische Lebensweise angepasst hat. Zum Beispiel schreibt Marjorie als Antwort auf die Frage nach Heißhunger auslösenden Nahrungsmitteln auf ihre Flipchart „Curry“ anstatt der eigentlichen Antwort von Meera (Fish and Chips) und kommentiert dies mit: „Muss irgendwas sein, was wir hier nicht haben …“.
Ein weiteres Opfer von Marjorie ist Pat, einer der Härtefälle der Selbsthilfegruppe. Marjorie erniedrigt Pat in jedem Sketch, weil diese immer zunimmt, und rät ihr des Öfteren, Staub zu verzehren. Als Pat in einem Sketch dann abgenommen hat, füttert Marjorie Pat mit Éclairs, damit sie wieder zunimmt. Pat geht mit der Zeit eine Beziehung mit Paul ein und wird schwanger, was weitere pseudo-fürsorgliche Ratschläge von Marjorie zur Folge hat. Die etwa 50-jährige Tanya wird von Marjorie zusätzlich wegen ihres Alters herabgesetzt.
Ein Running Gag ist auch, dass Marjorie immer sagt, man solle Staub essen, weil er wenige bis keine Kalorien enthalte und man folglich trotz des übermäßigen Verzehrs von Staub nicht an Gewicht zunehmen könne.
Marjorie: Matt Lucas.
Marjories Opfer: Paul: Paul Putner; Pat: Joann Condon; Meera: Charu Bala Chokshi; Tanya: Leelo Ross

### Emily Howard und Florence
Auftreten: Staffel 1 bis 3
Zitate: „Ich bin eine Lady!“ „Ich mache Ladysachen … und so’n Scheiß.“
Emily ist ein äußerst unglaubwürdiger Transvestit in Damenkostümen im Stil der Zeit um 1900 und lebt in der englischen Küstenstadt Old Haven. Sie wird manchmal von alten Arbeitskollegen oder Saufkumpanen erkannt, worauf sie entrüstet antwortet: „I don’t know someone with this name! I’m a laaaady!“ Sie war einmal Stammspieler der englischen Fußballmannschaft Queens Park Rangers. Ab der zweiten Staffel kommt ihr bester Freund Florence (s. u.) hinzu, die von ihr manchmal als Baby verkleidet wird und mit ihrem ausgeprägten Schnauzbart besonders schlecht für eine Lady zu halten ist.
Neben Rückfällen in typisch männliche Verhaltensweisen, Präferenzen oder Tätigkeiten wie Autos reparieren, Fußball spielen und aus der Rolle fallende ordinäre Ausdrucksweise wie „ich muss pissen“ kommen öfter Besuche öffentlicher Toiletten vor, bei denen sie vor allem „versehentlich“ beinahe die Männertoilette aufsuchen oder die dortigen Pissoirs benutzen. Außerdem ist ihre gesamte Umwelt von ihrer Erscheinung oft peinlich berührt, manche scheinen sogar nicht mal die Verkleidung zu bemerken. Aber jeder erkennt offensichtlich, dass es sich um verkleidete Männer handelt, weshalb Emily und Florence in jedem Sketch betonen müssen, dass sie Ladys sind.
Emily (Edward): David Walliams; Florence (Freddy): Matt Lucas

### Anne
Auftreten: Staffel 1 bis 3
Zitate: „Äh-Äh-Äääh!“, „Kann ich dich zurückrufen, ist sonst ein bisschen peinlich, ok?“
Anne ist eine Patientin des Steven-Spielberg-Hospitals und eine Klientin von Dr. Lawrence, der sie mehrmals einem Inspektor (Dr. Beegree) vorführt und sie auch einmal zu sich nach Hause einlädt. Bis auf wenige Ausnahmen trägt sie auch in der Öffentlichkeit ein altmodisches Nachthemd, Hausschuhe und eine Bettjacke. Anne leidet scheinbar episodenhaft an einer schweren psychischen Erkrankung, in jedem Sketch verhält sie sich für eine bestimmte Zeitspanne wie ein psychisch gesunder Mensch, der sich sprachlich völlig unauffällig und der Norm entsprechend artikuliert und verhält. Einzig gegenüber Dr. Lawrence und Dr. Beegree verhält sie sich wie eine psychisch kranke Person. Es ist naheliegend, dass sie, wie Andy Pipkin, ihre Behinderung nur vorspielt. In einer Folge sieht man sie nackt aus dem Haus von Dr. Lawrence laufen und es wird klar, dass Anne ein Mann ist. In einer anderen Folge tritt sie in einer Talentshow auf. Während der Anmoderation und des Gesprächs mit der Moderatorin ist sie vollkommen normal, als die Musik von Céline Dion anfängt, verhält sie sich wieder geisteskrank.
Anne: David Walliams, Dr. Lawrence: Matt Lucas, Dr. Beegree: Steve Furst

### Mr. Mann
Auftreten: Staffel 1 bis 3
Zitate: „Margaret!!! Margaret!!!“ – „Ja?!“ (Roy und Margaret)
Mr. Mann ist der roboterhaft wirkende Stammkunde des Fachgeschäfts von Roy und Margaret, dessen Sortiment selten gleich bleibt, mal handelt es sich um einen Spielwarenladen, mal um eine Buchhandlung, mal um ein Kostümgeschäft. Mr. Mann äußert seine Wünsche zunächst sehr detailliert und übergenau oder auch viel zu diffus (z. B. „Haben Sie Bücher?“ in einer Buchhandlung), versteift sich dann jedoch auf immer absurdere Details. Er überfordert Roy damit, der nach seiner Frau Margaret im Hinterzimmer ruft, die zwar nicht erscheinen kann, da sie keine Arme und keine Beine hat, doch prompt eine Lösung weiß. Mr. Mann findet jedoch fast immer einen Grund, auch diese abzulehnen und verlässt das Geschäft, ohne etwas zu kaufen. Das geschieht selbst dann, wenn der Artikel zu 100 % seinem Wunsch entspricht (wie etwa eine perfekt passende Verkleidung als David Baddiel, versinnbildlicht durch das Auftreten desselben aus der Umkleidekabine in Staffel 3, Folge 5). Nur in drei Folgen kauft Mr. Mann tatsächlich etwas: einmal kauft er den gesamten Bücherbestand eines Buchladens, obwohl er laut eigener Aussage blind ist, einmal eine Schallplatte (bei der er, anders als sonst, die absurden Details seines gesuchten Gegenstandes schon zu Anfang nennt und Roy ihm zu seiner Überraschung sofort das seinem Wunsch entsprechende Produkt präsentiert) und ein anderes Mal kauft er das Bild einer unzufriedenen Eule (wenn auch nur nach Gewaltandrohung durch Roy). Nachdem Roy Margaret gerufen hat, entsteht eine (manchmal bis zu 15 Sekunden) lange Pause, für die Mr. Mann aber immer Verständnis zeigt, bis sie dann mit „Ja???“ antwortet. Zudem ist Mr. Mann der Auffassung, dass sein gesuchter Artikel irgendwann verfügbar sein wird, wenn er einfach eine Weile im Laden wartet, so z. B. ein von ihm beschriebener Film, der aber offensichtlich noch nicht produziert wurde.
Mr. Mann: David Walliams, Roy: Matt Lucas, Margaret (Stimme): Stirling Gallacher

### Denise „Bubbles“ DeVere, Desiree und Roman DeVere
Auftreten: Staffel 2 bis 3
Zitate: „Champagner, Champagner für alle!“, „Hallo Darling!“, „Nennen Sie mich Bubbles, alle machen das!“, „Hallo Claudia Schiffer!“ (Bubbles), „Baby!“ (Desiree)
Bubbles ist eine stark übergewichtige Frau, die seit Monaten im Spa Hill Grange lebt. Sie versucht häufig, den Geschäftsführer Mr Hutton, der sie immer auf ihren Zahlungsrückstand aufmerksam macht, zu verführen. Matt Lucas trägt in dieser Rolle ein Kostüm, einen Fettanzug, der ihn viel dicker macht, als er eigentlich ist. In fast jedem Sketch legt Bubbles ihre Kleidung ab und ist nackt zu sehen.

Sie tut sich gelegentlich durch extremes Namedropping hervor, so täuscht sie etwa in einer Boutique einen Anruf ihrer „Freundin“ Claudia Schiffer (in der deutschen Fassung) vor.

Ab Staffel 3 treten Desiree und Roman als neue Charaktere im Spa Hill Grange auf. Die ebenfalls stark übergewichtige Desiree ist die ehemalige Miss Botswana, und Roman ist Bubbles’ Ex-Mann. Desiree und Bubbles tragen ihre Streitigkeiten miteinander durch gewalttätige Auseinandersetzungen in entkleidetem Zustand aus, was Roman sehr gut gefällt, da er einen Fetisch für Körperfett hat.

Diese beiden Charaktere riefen Beschwerden hervor.
Bubbles: Matt Lucas, Mr Hutton: David Walliams, Desiree: David Walliams, Roman: Rob Brydon

### Carol Beer
Auftreten: Staffel 2 bis 3
Zitat: „Computer sagt nein“
Die genervte und verbitterte Carol arbeitet in einer Bank (2. Staffel) bzw. in einem Reisebüro (3. Staffel) bzw. in einem Krankenhaus (USA / Staffel 4). Sie geht stets auf die Fragen ihrer Kunden ein, indem sie diese (vermeintlich) in ihren Computer tippt, die Anfrage in der Regel daraufhin ablehnt und sich dabei auf die Entscheidung des Computers beruft. Ihre Antwort bei einer Ablehnung: „Computer sagt nein“. Es ist offensichtlich, dass sie sich mit keinerlei Arbeit konfrontieren will und emotional abgestumpft ist. Als Zeichen ihrer stets schlechten Laune hustet Carol meistens gegen Ende jedes Sketches ihrem Kunden ins Gesicht. In der dritten Staffel bekommt sie dann doch einmal „Ja“ heraus, als ein Kunde nach einer mehrmonatigen Luxus-Kreuzfahrt (alles erster Klasse) für nur £700 fragt, worauf dieser ihr dann ins Gesicht hustet.
Carol: David Walliams

### Dame Sally Markham und Miss Grace
Auftreten: Staffel 1
Zitat: „Wie viele Seiten?“ (Dame Sally Markham)
Dame Sally Markham ist eine wohlhabende, berühmte Autorin romantischer Romane, deren Lieblingsmethode des Schreibens das Diktieren ihrer Romane an ihre Sekretärin Miss Grace ist, die diese an ihrer Schreibmaschine abtippt, während Dame Sally mit ihrem Hund auf ihrem Sofa liegt und üblicherweise große Mengen von Pralinen verspeist. Ein häufiges Element ist der Versuch, die geforderte Seitenzahl mit eigentlich ungeeigneten Mitteln (absurde Wiederaufnahme der Handlung, Ausdehnung der Wörter („guuuuuuut“), „undsoweiterundsoweiter blablabla“) zu erreichen. Auch lässt sie z. B. Ms. Grace die Bibel abschreiben, damit sich die Seitenzahl erhöht.
Dame Sally soll eine Parodie auf Barbara Cartland sein.
Dame Sally Markham: Matt Lucas, Miss Grace: David Walliams

### Maggie Blackamoor und Judy Pike
Auftreten: Staffel 2 bis 3
Maggie und Judy sind zwei ältere, konservative Frauen, die freiwillig für die Wohlfahrt arbeiten. Maggie hat erhebliche Vorurteile gegenüber Minderheiten oder gesellschaftlichen Randgruppen wie etwa Homosexuellen, Schwarzen, Ausländern, Obdachlosen und Waisenkindern. Sie gerät regelmäßig ohne ihr Wissen in Situationen, in denen sie in direkten, auch körperlichen Kontakt mit diesen ihr verhassten Menschen kommt (z. B. durch Essen eines Kekses oder eine Nierentransplantation), worauf sie sich auf andere Menschen erbricht. Einmal tut das auch ihr Hund. Sie hat  homosexuelle Neigungen, kann sich dies aber nicht eingestehen.
Maggie kann als Parodie auf die ehemalige britische Premierministerin Margaret Thatcher gesehen werden.
Maggie: David Walliams, Judy: Matt Lucas

### Ting Tong Macadangdang und Dudley Punt
Auftreten: Staffel 3
Zitat: „Bitte, Mistel Dudley!“ (Ting Tong)
Dudley, ein typischer britischer Durchschnittsverdiener mittleren Alters, hat sich per Katalog eine Frau aus Thailand bestellt, doch als Ting Tong ankommt, erfüllt sie keinerlei Kriterien seiner Bestellung. Im Laufe der Serie stellt sich heraus, dass nicht nur ihr Name und ihr Geburtsort, sondern sogar ihr Geschlecht ein Schwindel sind. Obwohl sie grundsätzlich unerwünscht ist, schafft sie es, Dudleys Leben komplett auf den Kopf zu stellen, indem sie seine absurden Fetischfantasien doch noch irgendwie befriedigen kann. Selbst als er herausfindet, dass Ting Tong ein Mann (Kathoey) mit dem Namen Tong Ting ist, akzeptiert er dies letztlich.
Ting Tong: Matt Lucas, Dudley: David Walliams

### Dennis Waterman
Auftreten: Staffel 1 bis 2
Zitat: „Ich soll also die Hauptrolle spielen, den Titelsong schreiben, den Titelsong singen …“
Jeremy Rent, ein Agent für Film, Musik und Theater, wird sehr oft vom äußerst kleinwüchsigen Schauspieler Dennis Waterman besucht, der in den entsprechenden Sketchen parodiert wird. Immer geht es um ein Angebot für eine Rolle, die daran scheitert, dass Waterman unbedingt den Titelsong schreiben und singen will sowie umgehend seinen stets gleich klingenden Vorschlag eines Titelsongs intoniert. Ein Running Gag dabei ist, dass die Einstellungsgespräche in einem Büroraum stattfinden, der im Verhältnis zum sehr kleinwüchsigen Waterman riesig erscheint. Jedes Mal bringt er seinem Agenten ein Geschenk mit, das er ihm übergibt; z. B. einen Donut, der für Waterman die Ausmaße eines Traktorenreifens besitzt, nach der Übergabe an Mr. Rent aber die übliche Größe hat. Dabei verändert sich die Darstellung des Größenunterschieds oft erheblich, so schwankt Watermans angebliche Größe von der einer Münze bis hin zu der eines Kleinkindes.
Dennis Waterman: David Walliams, Jeremy Rent: Matt Lucas

### Harvey und Jane
Auftreten: Staffel 2
Zitat: „Happi!“ (Harvey)
Harvey und Jane sind ein Pärchen. Harvey stammt aus einer sehr reichen und adeligen Familie. Die Familienmitglieder wirken völlig normal, meist beginnen die Szenen mit einer gepflegten Konversation, beispielsweise über die bevorstehende Hochzeit Janes mit Harvey. Im Verlauf der Unterhaltung jedoch macht Harvey unter Wiederholung des kleinkindlich anmutenden Wortes „Happi“ darauf aufmerksam, dass er hungrig sei. Zumeist folgt eine kurze Diskussion, danach gibt seine Mutter ihm die Brust, was zu großen Irritationen bei allen Anwesenden außer Harveys Familie führt, die das Geschehen offenbar als normal betrachtet. Hat seine Mutter nicht mehr genug Milch, wird er ab und zu auch von der Großmutter gestillt. In der letzten Folge von Little Britain USA wird klar, dass er sich von seinen Eltern sogar noch wickeln lässt.
Harvey: David Walliams,
Harveys Vater: Matt Lucas

### Linda Flint
Auftreten: Staffel 2 bis 3
Zitate: „Hallo Martin, hier ist Linda!“, „Wie soll ich ihn/sie beschreiben …“
Linda Flint ist Studienberaterin an einer britischen Universität und sehr organisiert. In den Sketchen, in denen sie auftritt, kommen meist junge Studenten in ihr Büro oder sitzen bereits vor ihrem Schreibtisch und unterhalten sich mit ihr. Häufig sind ihre Anliegen simpel, beispielsweise in einen anderen Kurs zu wechseln oder einen bestimmten Aufsatz über ein anderes Thema schreiben zu dürfen. Da Linda das allerdings nicht alleine entscheiden kann, ruft sie ihren Kollegen Martin an. Sie erläutert den Sachverhalt und nennt entweder gleich oder erst später den Namen des Studenten. Das läuft dann darauf hinaus, dass Martin den Studenten nicht sofort identifizieren kann, weshalb Linda ihm die Person beschreibt. Sie beginnt mit positiven Details, was den Studenten sichtlich schmeichelt, doch dann zieht sie – ohne ihren freundlich-sanften Tonfall zu ändern – über äußerliche Makel, Herkunft, sexuelle Orientierung oder körperliche Beeinträchtigungen der Studenten her, z. B. „Ziemlich kurzes Haar, ein paar Piercings. Trägt sehr viel schwarz, Militärhosen. – Ja, genau: die dicke, fette Lesbe.“ Meistens wird das akademische Anliegen der jungen Leute erfüllt, aber sie verlassen dennoch sichtlich gekränkt von Lindas Beleidigungen ihr Büro.
Das Büro von Linda Flint ist mit vielen kommunistischen Devotionalien ausgestaltet, darunter eine Büste von Lenin, eine Flagge der Sowjetunion sowie Flaggen und Poster mit den Konterfeis von Karl Marx, Friedrich Engels und Lenin.
Linda: David Walliams

### Mrs. Emery
Auftreten: Staffel 3
Mrs. Emery ist eine stets freundliche ältere Dame, die zur wasserfallartigen Inkontinenz in aller Öffentlichkeit neigt. Meist passiert ihr dieses Missgeschick, wenn sie eine Bekannte trifft und mit dieser ein Gespräch führt. Anfangs beginnt das Gespräch immer ganz harmlos, z. B. in einem Supermarkt oder bei der Post. Die Bekannte freut sich, Mrs. Emery zu treffen. Im Verlauf des Gesprächs hört man dann ein lautes Plätschern und sieht, dass Mrs. Emery unkontrolliert Wasser lässt. Der jeweilige Gesprächspartner reagiert in dieser Situation meist sehr perplex und hat Schwierigkeiten, Mrs. Emery auf ihre Beschwerde hinzuweisen, da Mrs. Emery die Tatsache komplett ignoriert (bzw. gar nicht wahrnimmt) und munter weiter redet, als sei nichts gewesen. Einem Arzt bestätigt sie ausdrücklich, dass ihre Blase in Ordnung sei.
Mrs Emery: David Walliams

### Mrs. Mead
Auftreten: Staffel 3
Mrs. Mead war die Pflegekraft für Andy, als Lou auf der Beerdigung seiner Mutter war. Sie wurde von Andy von einer Klippe gestoßen.
Mrs. Mead: Imelda Staunton

### Ian und Ian, The Record Breakers
Auftreten: Staffel 1
Am Ende jeder Folge in der 1. Staffel versuchen Ian und Ian, beide dicke Männer mit ebenso dicken Pullovern und Bärten, einen Rekord zu brechen, scheitern aber regelmäßig an einer „Kleinigkeit“; Beispiele:
- „Baden in Bohnen“: sie haben nur eine Dose Bohnen.
- „Hartgekochte Eier essen“: Ian isst eine ganze Schüssel Eier in kurzer Zeit, allerdings drückt Ian aus Versehen auf den „Reset“-Knopf der Stoppuhr.
- „Massenzigarettenrauchen“: Ian hat den Mund komplett voll mit Zigaretten gestopft, sie haben jedoch kein Feuerzeug.
- „Kleinste Ameise der Welt“: sie ist verschwunden.
- „Größter Mann der Welt“: Ian ist normal groß, trägt aber einen riesigen Hut.
- „Größte Pastete der Welt“: die riesige Pastete ist einfach zu groß für den viel zu kleinen, handelsüblichen Ofen.
- „Größtes Kartenhaus“: das Kartenhaus wurde mit Klebeband zusammengeklebt
- „Die meisten Menschen in einem Mini“: schon der 5. Mann bekommt keine Luft mehr und muss aussteigen.

Der Name des Rekordversuches ist auch gleichzeitig der Titel der jeweiligen Folge. Ab der zweiten Staffel hießen die Episoden dann nur noch Episode 1, Episode 2 usw.
Ian: Matt Lucas, Ian: David Walliams

## Little Britain Abroad
Unter dem Namen Little Britain Abroad verlassen die Figuren Großbritannien. Carol Beer verschlägt es als Reiseleiterin nach Spanien, Marjorie Dawes besucht eine neue Gruppe der „Fat Fighters“ in den USA. Dafydd Thomas reist nach Griechenland, auf die Insel Mykonos, und Lou und Andy wollen nach Disneyworld Florida. Eine Besonderheit ist, dass viele Figuren neue Züge erhalten, wie zum Beispiel die eigentlich konservative Maggie Blackamoor.
In der deutschen Synchronfassung leihen Dirk Bach und Hella von Sinnen einigen Figuren ihre Stimme. Die beiden Folgen wurden am 6. April 2008 erstmals im deutschen Fernsehen auf Comedy Central ausgestrahlt.

## Little Britain USA
2008 wurde ein Spin-off mit dem Namen Little Britain USA produziert, das ab 12. Februar 2009 auf ORF 1 als deutschsprachige Erstausstrahlung zu sehen war. Ab 1. November 2009 wurde auch die synchronisierte Fassung auf Comedy Central gezeigt.
Es treten einige der aus der britischen Fassung bekannten Figuren wieder auf, so zum Beispiel Lou und Andy, Sebastian Love, Marjorie Dawes, Vicky Pollard, Carol Beer und Daffyd Thomas, der „einzige Schwule im Dorf“, der sich jetzt als „einziger Schwuler auf dem Campus“ durchschlagen muss. Aber es gibt auch neue Figuren, wie zum Beispiel zwei Fitnessstudio-Kumpels im Testosteron-Rausch oder Bing Gordyn, den achten Mann auf dem Mond, der seine desinteressierte Umwelt mit Mondgeschichten belästigt. Die Figuren werden wieder von Matt Lucas und David Walliams verkörpert.
In den USA ist bereits eine DVD mit den 6 Folgen von Little Britain USA erschienen. Diese erschien 2010 auch in Deutschland. Für die deutsche Fassung konnte man die Stammbesetzung wieder engagieren (Kalkofe, Welke und Schoenfelder). Zu einer zweiten Staffel werden die Darsteller nicht zurückkehren. Dies kündigte HBO im Juli 2009 an.

## Zusatzinformationen
- Matt Lucas und David Walliams sind die Hauptfiguren im Video zum Lied I’m with Stupid von den Pet Shop Boys. Das Lied wurde 2006 veröffentlicht und spielt auf die durchaus umstrittenen intellektuellen Fähigkeiten des ehemaligen US-Präsidenten George W. Bush und dessen freundschaftliches Verhältnis zum britischen Premierminister Tony Blair an. Im Video treten David Walliams und Matt Lucas in der Rolle der Pet Shop Boys auf, indem sie den echten – an ihre Stühle gefesselten – Pet Shop Boys auf der Bühne eine Show vorführen, in denen typische Auftritte des Pop-Duos persifliert werden. Vor allem die Videos zu deren Singles Can You Forgive Her? und Go West werden mit billigsten Elementen auf der Bühne persifliert. Walliams übernimmt dabei den Part von Neil Tennant und Lucas den von Chris Lowe.
- Neben Matt Lucas und David Walliams treten auch weitere englische Schauspieler in den Sketchen auf. Anthony Head hat sogar eine wiederkehrende Rolle als britischer Premierminister. Auch Elton John, Sting, Imelda Staunton, Robbie Williams und George Michael haben Cameo-Auftritte in einzelnen Sketchen.
- Die Figur „Myfanwy“ ist nach der Produzentin der Serie, Myfanwy Moore, benannt.
- Die Kelsey Grammar School, die in einigen Sketchen eine Rolle spielt, ist ein Wortspiel aus dem US-amerikanischen Schauspieler Kelsey Grammer und der britischen Schulform Grammar School.
- Für die PlayStation 2 und PC wurde von der Firma Game Republic das Videospiel Little Britain: The Game entwickelt. Der Spieler kann in die Rollen einiger ausgewählter Figuren der Serie schlüpfen und soll durch mehr oder weniger sinnvolle Minigames unterhalten werden. Die Texte und Dialoge der Figuren wurden von Matt Lucas und David Walliams selbst gesprochen. Eine deutsche Version des Spieles ist nicht erhältlich, da die USK diesem die Freigabe verweigerte. Im Oktober 2007 wurde die PC-Version von der Bundesprüfstelle für jugendgefährdende Medien indiziert (BAnz-Nr. 204 vom 31. Oktober 2007), da eine Spielsequenz von dieser als diskriminierend eingestuft wurde, in der die „Spielfigur Personen, die als klischeehafte Homosexuelle dargestellt sind, umfahren und zu Boden schlagen“ müsse (BPjM Aktuell 4/2007, S. 20).
- In der Anime-Serie Little Witch Academia ist in Folge 22 ein wütender Mob zu sehen, der das Ergebnis eines Fußball-Länderspiels nicht anerkennt. In einer Frontalaufnahme des Mobs ist kurze Zeit eine Person zu sehen, die sehr stark an Vicky Pollard erinnert.
- Für die Folge, in der Matt Lucas in die Rolle des Mr. T schlüpfte, wurde der originale A-Team-Bus angeschafft. Lucas selbst bekannte sich als großer A-Team-Fan.
- Im österreichischen Fernsehen (ORF 1) und im Schweizer Fernsehen (SRF zwei) wird Little Britain im englischen Originalton mit deutschen Untertiteln ausgestrahlt.
- In Deutschland übertrug Comedy Central die Serie in einer deutschen Synchronfassung ab dem 23. April 2007.[5]
- In der deutschen Synchronfassung für den Sender Comedy Central sprechen Oliver Kalkofe und Oliver Welke die Hauptcharaktere.[5]
- Die Off-Texte in der deutschen Fassung sprach der inzwischen verstorbene Friedrich Schoenfelder.

## Kritik
Im Juni 2020 nahm BBC alle Staffeln aus seiner Online-Mediathek iPlayer heraus. Als Begründung wurden Bedenken wegen rassistischer Darstellungen angeführt. Little Britain stand immer wieder unter Kritik, weil die Darsteller von der Praxis des Blackfacing, bei der Weiße als dümmlich dargestellte Schwarze mimen, Gebrauch machten. Auch die Witze über Transvestitismus spielten dabei eine Rolle. Lucas äußerte bereits drei Jahre vor der Entfernung aus iPlayer seine Bedenken:

“If I could go back and do Little Britain again, I wouldn’t make those jokes about transvestites. I wouldn’t play black characters. […] We made a more cruel kind of comedy than I’d do now.”

„Könnte ich zurückgehen und Little Britain noch einmal machen, würde ich diese Witze über Transvestiten nicht mehr machen. Ich würde keine schwarzen Figuren spielen. […] Wir machten eine grausamere Art von Comedy, als ich sie heute machen würde.“

Auch die Streamingdienste Netflix und BritBox entfernten die Serie aus ihrem Angebot.

## Deutsche DVDs
| Name                            | Veröffentlichung   | Kurzinformationen | FSK          |
| ------------------------------- | ------------------ | --- | ------------ |
| Little Britain Live             | 2006               | Little Britain Live beinhaltet die Tour durch Großbritannien                                                                                   | Ab 12 Jahren |
| Die Komplette 1.Staffel         | 15. Juni 2007      | Das 2-Disk-Set enthält alle 8 Episoden der Ersten Staffel und viele Extras.                                                                    | Ab 16 Jahren |
| Die Komplette 2.Staffel         | 23. November 2007  | Das 2-Disk-Set enthält alle 6 Episoden der Zweiten Staffel und viele Extras.                                                                   | Ab 16 Jahren |
| Die Komplette 3.Staffel         | 22. Februar 2008   | Das 2-Disk-Set enthält alle 6 Episoden der Dritten Staffel und viele Extras.                                                                   | Ab 16 Jahren |
| Abroad                          | 30. Mai 2008       | 1 DVD (64 Min.) | Ab 16 Jahren |
| Great Box – Die komplette Serie | 26. September 2008 | Das 8-Disk-Set enthält alle Episoden aus den drei Staffeln, zusätzlich Little Britain Abroad, Little Britain Live und viele Extras. (740 Min.) | Ab 16 Jahren |
| Little Britain Live             | 26. September 2008 | 1 DVD (79 Min.) | Ab 12 Jahren |
| Little Britain USA              | 28. Mai 2010       | Das 2-Disk-Set enthält alle 6 Episoden und viele Extras                                                                                        | Ab 16 Jahren |

## Verwandte Serien
Vom gleichen Comedy-Duo gibt es eine weitere Serie:
- Come Fly with Me (2010)

Im Herbst 2010 zeigte der ORF eine eigenproduzierte Comedyserie mit dem Titel Burgenland ist überall, deren Konzept Little Britain ähnelt. Bereits 2007 produzierte Sat.1 eine deutsche Version unter dem Titel Deutschland ist schön. Die zweite Staffel der Sketch-Comedy-Sendung Dennis und Jesko hat auch deutliche stilistische Ähnlichkeiten mit Little Britain. In Russland gibt es seit 2006 eine Show namens Наша Russia („Unser Russland“), die der Idee von Little Britain ähnelt und auch sehr erfolgreich ist.